# Грозната Бети (сериал, 2006)
„Грозната Бети“ (на английски: Ugly Betty) е американски комедийно-драматичен сериал, адаптиран по сюжета на колумбийската теленовела Грозната Бети. Адаптацията е носител на награда Еми с участието на Америка Ферера, Ерик Мабиус, Ребека Ромейн и Ванеса Уилямс, дебютирал на 28 септември 2006 г. по ABC в САЩ и Citytv в Канада.
Съдържа 4 сезона. На 27 януари 2010 г. АВС обявява, че прекратява сериала и че няма да се завърне за 5-ти сезон, заради ниски рейтинги. Финалът на сезона е излъчен на 14 април 2010 г.

## Сюжет
Бети Суарез е млада латиноамериканка, живееща в САЩ, която си намира работа като лична асистентка на новоназначения главен редактор на списание „Моуд“ ("Мода"). Скоро тя става не само асистентка, но и най-добра приятелка на шефа си – Даниъл, за когото всички в компанията знаят, че всеки ден той дели леглото си с различна жена, а освен това има и проблем с наркотиците. Бащата на Даниъл – Брадфорд Мийд, е собственик на „Мийд Пъбликейшънс“, част от което е списанието „Моуд“, а съпругата на Брадфорд – Клеър Мийд, собственичка на „Моуд“, е алкохоличка. Даниъл има и брат Алекс, който изчезва, но впоследствие става ясно, че си е сменил пола и се е завърнал, като тайнствената интригантка Алексис.
Бети живее с баща си Игнасио, който е нелегален имигрант, със своята сестра Хилда и племенника си – Джъстин. Тя е добросърдечна и смела, но е несъобразителна и твърде доверчива. На работа, те трябва да се справят с Вилхелмина Слейтър, която е готова на всичко, за да заеме поста на главния редактор. Марк Джеймс е нейният верен асистент, а Аманда Танън е нейната рецепционистка, която силно желае поста на Бети заради това, че Даниъл я привлича. Единствените приятели, на които Бети се доверява в „Моуд“ са Кристина Маккинли и счетоводителя Хенри Грабстик, в когото Бети се влюбва.
Въпреки че започва работа в модно списание, Бети изобщо не е в час с модата и първоначално въпросите й слабо я интересуват. Тя носи очила с дебели кафеникаво-червени рамки и големи и изпъкнали шини. Без тези аксесоари външността й е много по-приятна.

## „Грозната Бети“ в България
В България сериалът започва излъчване на 19 октомври 2007 г., всеки делник от 21:00 по Нова телевизия. Първият сезон завършва на 20 ноември. На 2 февруари 2008 г. започват повторенията на 1-ви сезон, всяка събота от 16:00 и завършват на 5 юли. На 11 ноември започва втори сезон с разписание всеки делник от 22:30 и завършва на 5 декември. На 31 август 2009 г. започва повторно излъчване на 2-ри сезон, всеки делничен ден от 11:00 по два епизода и завършва на 10 септември. Трети сезон започва на 1 декември 2009 г., всеки делник от 20:00 и завършва на 7 януари 2010 г. На 19 юли започва повторно излъчване на 3-ти сезон, всеки делник от 18:00. На 22 юли 2011 г. започва четвърти сезон, всеки делник от 21:00, като последните шест епизода са излъчени премиерно. Сезонът завършва на 18 август. На 14 юни 2012 г. започват повторенията на 4-ти сезон, всеки делник от 22:30 и приключват на 11 юли.
На 10 септември 2008 г. започва повторно излъчване от първи сезон по Fox Life с разписание всяка сряда от 21:00 с повторение в четвъртък от 16:00, понеделник от 10:00 и неделя от 13:00. На 16 септември 2009 г. започва втори сезон, всяка сряда от 21:00 с повторение в четвъртък от 16:00 и събота от 14:50. На 18 ноември 2010 г. започва трети сезон, всеки четвъртък от 21:55 с повторение в сряда от 16:40 и събота от 16:00. На 5 май 2011 г. започва премиерно четвърти сезон, всеки четвъртък от 21:55. Сезонът завършва на 15 септември.
Дублажът е на Арс Диджитал Студио, чието име се споменава от трети сезон. Ролите се озвучават от артистите Елена Русалиева, Силвия Русинова, Радосвета Василева, Борис Чернев в първи и втори сезон, Васил Бинев в трети и четвърти, Камен Асенов и Александър Воронов.
- В българския дублаж името на Даниъл Мийд е преведено грешно като Дейниъл. В първи епизод той получава награда и върху нея името му е изписано като Дани, а той поправя Вилхелмина, че се казва Даниъл. Според дублажа той забелязва, че пише Даниъл и я поправя, че трябва да е Дейниъл.

### Издания на DVD в България
Първи и втори сезон са издадени на DVD със субтитри на български от А+Films. Първи сезон се състои от 6 диска, а втори - от 5.